# Cajus zu Stolberg-Stolberg

Graf Johann Peter Cajus zu Stolberg-Stolberg (1797–1874). Photographie von Leopold Haase & Comp., Berlin um 1874

Graf Johann Peter Cajus zu Stolberg-Stolberg (* 27. Juli 1797 in Eutin; † 7. April 1874 in Brauna) war Rittergutsbesitzer und Reichstagsabgeordneter.

## Leben
Cajus entstammte dem Haus Stolberg-Stolberg und war ein Sohn des bekannten Dichters Friedrich Leopold zu Stolberg-Stolberg und der Vater des Reichstagsabgeordneten Alfred zu Stolberg-Stolberg. Er war Erbherr der ehemaligen Herrschaft Gimborn und Besitzer der Rittergüter Brauna, Großgrabe, Bulleritz, Liebenau, Petershain und Räckelwitz.
Im August 1852 wurde er – wie im November sein Bruder Bernhard Joseph zu Stolberg-Stolberg für den 2. Westfälischen Wahlbezirk (Paderborn) – von der Ritterschaft für den 3. Rheinischen Wahlbezirk (Köln) in die Erste Kammer gewählt.
Von 1851/52 bis 1869/70 gehörte Graf zu Stolberg-Stolberg als von den Rittergutsbesitzern der Oberlausitz gewählter Vertreter der I. Kammer des Sächsischen Landtags an.
Ab Januar 1874 war er Mitglied des deutschen Reichstags für den Wahlkreis Regierungsbezirk Trier 1 (Daun, Prüm, Bitburg) für das Zentrum. Er hatte dieses Amt nur für drei Monate inne, da er bereits im April des gleichen Jahres verstarb.

## Familie
Er heiratete am 9. Mai 1829 Maria Sophie Clementina Huberta, Freiin von Loë (* 26. Mai 1804 † 1. März 1871). Das Paar hatte gesamt sechs Töchter und einen Sohn, u. a.:
- Alfred (* 18. November 1835; † 1. Oktober 1880) ⚭ Anna Gräfin von Arco (* 28. Februar 1844; † 17. April 1927)
- Julie (1842–1879) ⚭ Rochus von Rochow-Plessow (1828–1896),[5] Konvertit (bereits 1852, also weit vor der Heirat), Ehrenkämmerer des Papstes, Politiker, Publizist